# Alexeï Pissemski
Alexeï Feofilaktovitch Pissemski (en russe : Алексе́й Феофила́ктович Пи́семский, né le 11 mars 1821 (23 mars dans le calendrier grégorien) dans le gouvernement de Kostroma, mort le 21 janvier 1881 (2 février dans le calendrier grégorien) à Moscou) est un écrivain et dramaturge russe.

## Biographie
Alexeï Pissemski descendait d'une ancienne famille de noblesse, originaire du gouvernement de Kostroma. Un de ses ancêtres fut envoyé par Ivan le Terrible en Angleterre (1582), à l'occasion d'un mariage médité par le tsar avec une nièce d'Élisabeth. Alexis Feofilaktovitch appartenait à une branche appauvrie de cette famille aristocratique.
Il a raconté lui-même que son grand-père ne savait pas lire, portait des sandales (lapti) et labourait son lopin de terre. Son père, dont il a fait un type de vétéran dans un de ses récits, servit d'abord comme simple soldat et n'arriva qu'au grade de major. L'éducation première du futur romancier s'en ressentit.
Comme Gogol et Dostoïevski, Pissemski manqua toujours d'instruction générale ; comme eux aussi il inclina au mysticisme. En quittant l'Université, il trouva son père mort, sa mère frappée de paralysie et presque la misère à la maison. Et sans nul doute ces débuts douloureux ont contribué à développer son pessimisme naturel.
Il essaya de gagner sa vie dans les lettres, en écrivant un premier roman : Le Temps des Boïars (Boïarchtchina), plaidoyer en faveur de l'amour libre inspiré par Indiana. La censure en défendit la publication.
Il goûta de la carrière administrative, sans pouvoir y réussir, et enfin, en 1855, eut un grand succès avec un second roman, Le Mollasse (Tufiak), suivi d'une série de récits mettant en scène la vie de province et touchant aussi, après Tourgueniev, au milieu populaire. Ses écrits sont empreints d'un pessimisme d'espèce particulière, réduisant les mobiles complexes de la nature humaine à deux ressorts : cupidité chez les uns, instinct sexuel chez les autres. Mais les paysans mis en scène sont généralement admirables de vérité plastique.
En 1860, il remplaça Alexandre Droujinine à la tête de La Bibliothèque pour la lecture, revue mensuelle pétersbourgeoise de renom.

## Critique
En 1858, avec la Boïarchtchina, maintenant autorisée, parut le roman de Pissemski : Mille âmes (Tyssiatcha douch) ; tableau sombre, où les mauvais côtés de la vie russe d'avant la réforme sont mis en relief avec autant de force et plus d'amertume que chez Chtchédrine.
Le héros du livre, Kalinovitch, homme de talent et d'énergie, arrive à la fortune en sacrifiant une jeune fille, qui s'est dévouée pour lui, et en épousant, par un pacte infâme, la maîtresse d'un prince. Gouverneur d'une province, il essaye de racheter son passé en appliquant les théories rationnelles qui lui ont été enseignées à l'Université, se heurte à la résistance d'une organisation administrative et sociale fondée sur les abus de toute sorte, encourt la disgrâce et la ruine, retrouve alors la Nastienka qu'il a odieusement abandonnée et qui est devenue, entretemps, une actrice de province, l'épouse et partage avec elle les débris d'une fortune mal acquise, sans plus rien demander à la vie.
Kalinovitch est un caractère bien étudié et logiquement construit, en dépit de ses contradictions apparentes. L'action, dans laquelle il tient le rôle principal, est attachante et bien ordonnée. L'auteur va droit au but. À grands traits, il brosse des images sombres sur un fond noir. Pas une fioriture, sauf Nastienka, qui y mette un coin de lumière. Et Nastienka, actrice de province qui reste chaste, semble d'une vérité quelque peu paradoxale, même en Russie. Le fond, peinture de la vie de province, rappelle Chtchédrine, mais avec un assemblage de traits encore plus repoussants. « Il faut avoir une grande provision de courage pour vivre dans une pareille société, a dit Pissemski dans un roman du même type : Péché de vieillard.
En même temps avec Amère destinée (Gorkaïa soudbina, 1859) il donnait au théâtre le premier drame tiré de la vie populaire, qui ait réussi dans son pays avant La Puissance des ténèbres de Tolstoï (1887). Salué pour l'exposition du sujet surtout, la façon de mettre en scène cette amère destinée d'un serf à demi émancipé, qui est allé faire fortune à Pétersbourg et qui, en rentrant au foyer, y trouve la ruine de son bonheur domestique : sa femme devenue la concubine de son maître et un enfant qui est celui du barine.
Succès déconcertant pourtant, car dû certainement, en grande partie, à des effets de mélodrame forts — l'assassinat, presque sur la scène, de l'enfant par l'époux outragé —, puis à une interprétation réaliste de la loi du servage et de ses conséquences. Maîtres et serfs, tous les personnages du drame, moins les fonctionnaires de tout grade, sont bons, généreux et aimants ; l'infernale loi les conduit cependant au crime. Dans ses œuvres postérieures, l'auteur s'est appliqué à faire amende honorable pour cette dérogation à ses principes.
Le public lui donna tort. Les années qui suivirent le grand acte émancipateur furent, pour la Russie, une époque de trouble, où le sentiment de la réalité s'oblitéra entièrement au milieu des volontés réformatrices.
En essayant de réagir — dans La Mer démontée (Vzbalamoutchennoïé morié), entre autres —, Pissemski n'arriva qu'à mécontenter tout le monde. Les libéraux le traitèrent d'apostat. Il ne voyait rien de pratique dans le radicalisme contemporain. Au milieu d'hommes imprégnés de théories livresques, il apportait l'esprit terre à terre d'un samodour provincial. Ses dernières années furent attristées par des accès périodiques d'hypocondrie.
Par l'inspiration générale, son œuvre se rapproche de celle de Gontcharov, opposant pareillement une note triviale au réalisme quelque peu romantique de Tourgueniev, jetant le même ridicule et la même réprobation sur les gens qui ne sont bons qu'à avoir des idées.
Pour Pissemski comme pour Gontcharov, agir c'est tout. Ils procèdent de Gogol, comme Tourgueniev de Pouchkine. Le trait de séparation entre eux et Tourgueniev s'accuse surtout en ce que celui-ci est, en somme, un évocateur de types d'exception, comme il est un peintre de paysages magnifiques. Eux, au contraire, donnent résolument toute leur attention aux choses communes et aux hommes du commun. Tout ce qui en sort leur paraît faux ou ridicule. Comme Tourgueniev, ils jugent mauvaise et insupportable la vie contemporaine, mais sans penser avec lui que pour en corriger les vices on ait besoin d'hommes d'élite, de héros. Des hommes vulgaires suffiraient, pour peu qu'ils ne fussent pas paresseux.
Les personnages de leur choix, Biélavine dans Mille âmes, Pierre Ivanovitch dans Simple Histoire, sont des hommes qui s'accommodent du temps où ils vivent, se fixent un but et savent y arriver. Ils n'apportent pas d'idées nouvelles, mais seulement des façons d'être, nouvelles pour l'homme russe : l'esprit pratique, la ponctualité, l'énergie. Ainsi sont-ils censés représenter la culture européenne beaucoup mieux que les personnages de Tourgueniev. Gontcharov a semblé constater lui-même la faillite de cette génération d'hommes positifs, son Oblomov n'arrivant qu'à l'aboutissement commun de la lègne (paresse, inertie) traditionnelle : l'engraissement du cœur et l'apoplexie.
Poète aux instincts de bourreau, comme Chtchédrine, il jeta au-dehors toutes les rancœurs, toutes les colères, toutes les haines d'une race de déshérités, à laquelle il n'appartenait pas par le sang.

## Œuvres
- Mille âmes (Tyssiatcha douch, «Тысяча душ», 1858)
- Le Temps des Boïars (Boïarchtchina, «Боярщина» (1846, publié en 1858)
- Le Mollasse (Tufiak, «Тюфяк», 1850)
- Amère destinée (Gorkaïa soudbina, «Горькая судьбина», 1859)
- La Mer démontée (Vzbalamoutchennoïé morié, «Взбаламученное море», 1863)
- Gens des années 1840 (Lioudi sorokovykh godov, «Люди сороковых годов» 1869)

### Traductions en français
- Mille âmes, traduction de Victor Derély, E. Plon, Nourrit et Cie, 1886
- Théâtre choisi. Une amère destinée. Baal, traduction de Victor Derély, A. Savine, 1889
- Dans le tourbillon, traduction de Victor Derély, G. Charpentier, 1881
- Les Faiseurs, traduction de Miéchtchanié par Victor Derély, Librairie Plon, 1886
- Un fanfaron, suivi de Un saisonnier de Pétersbourg, Traduction d'Hélène Rousselot, Editions Ombres, 2001

## Sources
- Une partie de cet article est une copie de l'ouvrage Littérature russe de Kazimierz Waliszewski, aujourd'hui dans le domaine public.